# Eton Choirbook

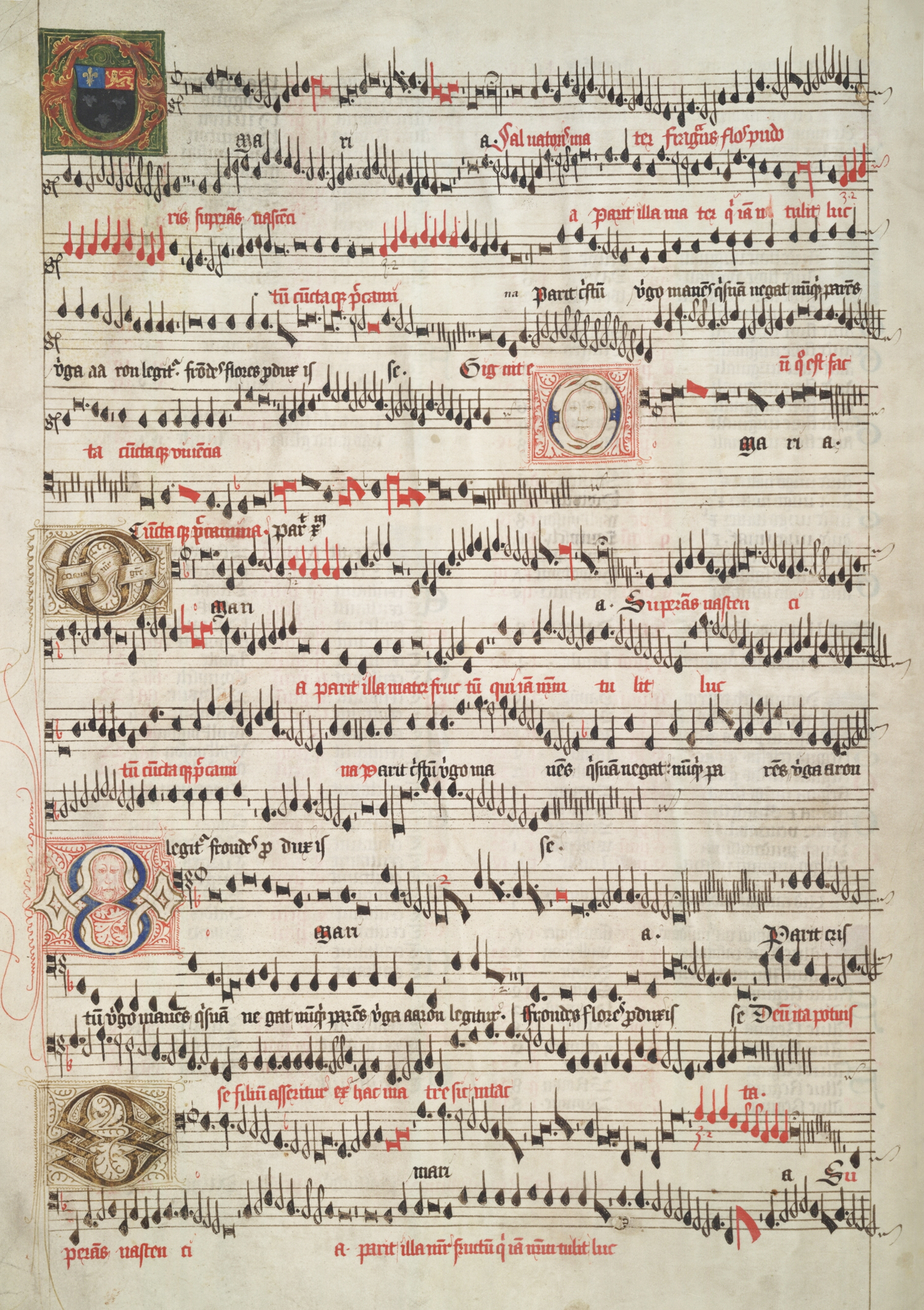
O Maria salvatoris mater, de John Browne, no Eton Choirbook

O Livro Coral de Eton, nome comumente conhecido em sua versão inglesa original The Eton Choirbook (Eton College MS. 178), é um manuscrito musical ricamente iluminado, com uma coleção de peças sacras inglesas do fim do século XV. É uma das poucas coleções de música litúrgica latina que sobreviveu à Reforma na Inglaterra, e um dos três maiores livros de coro que nos chegaram do período Tudor.
O Eton Choirbook foi compilado entre 1500 e 1505 aproximadamente, para uso do Eton College. Originalmente trazia obras de 24 compositores, em 224 folhas e um total de 93 composições, mas atualmente só apresenta 126 folhas e 64 peças, algumas bastante incompletas. O índice foi preservado. Todas as peças possuem textos em latim, sendo nove Magnificats, 54 motetos e uma Paixão.
Os compositores representados com peças em maior número são John Browne, Walter Lambe, Richard Davy, William Cornysh, Robert Wylkynson, Robert Fayrfax e Horwood, além de diversos outros mestres menores com peças avulsas.  Este manuscrito é a única fonte de nosso conhecimento do trabalho de Browne, e uma fonte principal para outros como Davy e Lambe.
O conteúdo oferece um painel bastante nítido da arte coral do início do Renascimento inglês, com seu estilo melismático opulento e florido que se tornou típico da Inglaterra e progressivamente se isolou dos avanços que ocorriam no restante da Europa. Os exemplos mostram a evolução desde a polifonia não-imitativa, passando pelo introdução da técnica da imitação, do cantus firmus e do cruzamento de vozes, até chegar ao período mais tardio, onde a imitação se torna usual, a técnica do cantus firmus desaparece e a sonoridade volta a se aproximar dos desenvolvimentos da música no continente.

## Gravações
- The Rose and The Ostrich Feather, Eton Choirbook Volume I.  Harry Christophers:  The Sixteen.  CORO:  CD COR16026.
- The Crown of Thorns, Eton Choirbook Volume II.  Harry Christophers:  The Sixteen.  CORO:  CD COR16012.
- The Pillars Of Eternity, Eton Choirbook Volume III.  Harry Christophers:  The Sixteen.  CORO:  CD COR16022.
- The Flower of All Virginity, Eton Choirbook Volume IV.  Harry Christophers:  The Sixteen.  CORO:  CD COR16018.
- Voices of Angels, Eton Choirbook Volume V.  Harry Christophers:  The Sixteen.  CORO:  CD COR16002.